# Asperula pulvinaris
Asperula pulvinaris är en måreväxtart som beskrevs av Theodor Heinrich von Heldreich och Pierre Edmond Boissier. Asperula pulvinaris ingår i släktet färgmåror, och familjen måreväxter. Inga underarter finns listade i Catalogue of Life.